# 大英帝國大廈

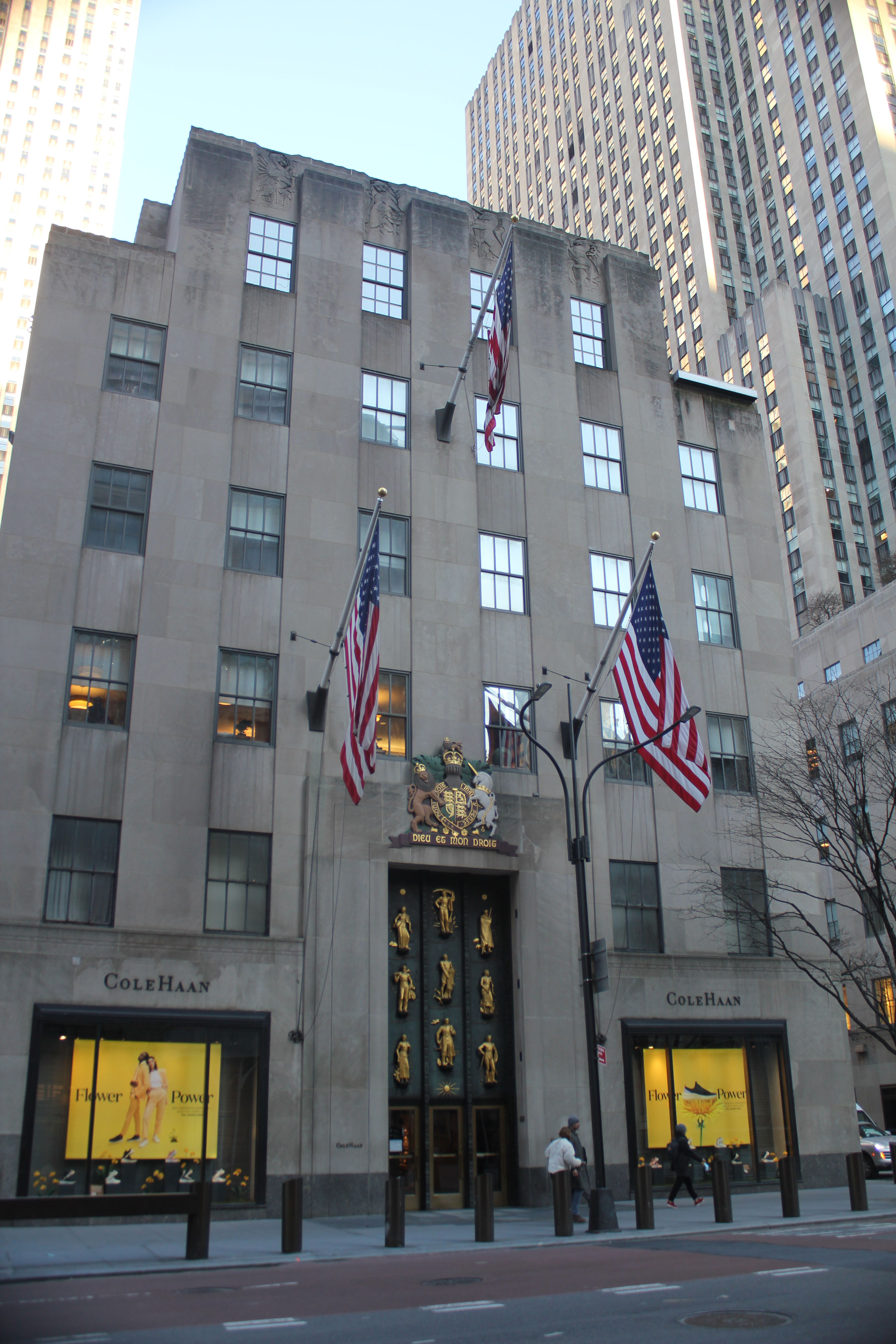
第五大道一側

大英帝國大廈（British Empire Building），又名第五大道620號（620 Fifth Avenue），是美國紐約市洛克菲勒中心的構成建築之一。這座建築有6層，竣工於1933年，外觀為裝飾風藝術風格，和法國大廈鄰接。大英帝國大廈最初主要由英國企業入駐。大英帝國大廈被紐約市地標保護委員會列入紐約市地標。